# Commes
Commes – miejscowość i gmina we Francji, w regionie Normandia, w departamencie Calvados.
Według danych na rok 1990 gminę zamieszkiwały 382 osoby, a gęstość zaludnienia wynosiła 58 osób/km² (wśród 1815 gmin Dolnej Normandii Commes plasuje się na 524. miejscu pod względem liczby ludności, natomiast pod względem powierzchni na miejscu 752.).